# Tour of Duty
Tour of Duty es una serie de televisión estadounidense de género dramático, que originalmente estuvo al aire de 1987 hasta 1990. El programa trata de un pelotón estadounidense en servicio activo durante la guerra de Vietnam. Fue una de varias producciones relacionadas con la guerra de Vietnam que siguieron a la afamada película Platoon, de Oliver Stone.
La serie también fue conocida como Misión del deber en Latinoamérica, Misión Vietnam en El Salvador, NAM en Perú, Pelotón del deber en Venezuela, NAM, Primer Pelotón en Argentina, Combate en Vietnam en Uruguay, y como Camino al Infierno en España.
La serie tuvo tres temporadas, con un total de 58 episodios, de una hora cada uno. La canción del programa (y que contribuyó mucho a la popularidad del show) era "Paint It Black", de los Rolling Stones, aunque también había canciones de Creedence Clearwater Revival, Jimi Hendrix, y Jefferson Airplane. El programa ganó un Emmy en 1988 por su sobresaliente mezcla de audio para una serie dramática, y fue nominada otra vez en 1989 y 1990. Las versiones de VHS y DVD tuvieron que usar música de bandas menos conocidas por razones de derechos de autor.

## Temática
Aparte de su obvia orientación como programa de acción, Tour of Duty también trataba otros asuntos más controvertidos, tales como racismo, suicidio, terrorismo, muertes de civiles, abuso de drogas, y las vidas destruidas y sentimientos en conflicto de aquellos que lograban volver a casa tras la guerra.
En la primera temporada, el programa mostraba a los protagonistas como un pelotón igual a otros que operaban en Vietnam, pero en la segunda temporada eran reubicados a Saigón para llevar a cabo misiones tipo "buscar y destruir". Finalmente, en la tercera temporada el pelotón tomó una orientación de "estudio y observación", que en opinión de miembros del equipo de producción entrevistados posteriormente, sentenció el principio del fin de la serie.
También se introdujeron personajes femeninos con la esperanza de que el programa resultara atractivo a la audiencia de mujeres, lo cual redujo el realismo de la serie en favor de tramas más orientadas a la acción y el romance. La tercera temporada fue la última del programa.

## Elenco
Entre otros:
- Terence Knox, Clayton Ezekiel "Zeke" Anderson.
- Stephen Caffrey, Myron Goldman.
- Tony Becker, Daniel 'Danny' Percell.
- Ramón Franco, Alberto Ruiz.
- Miguel A. Núñez, Jr., Marcus Taylor.